# Arakain
Arakain ist eine tschechische Metal-Band aus Prag, die seit 1982 existiert. Während ihrer über dreißigjährigen Karriere hat sie siebzehn Alben eingespielt. Sie gilt als die bekannteste Band ihres Genres in Tschechien.

## Bandgeschichte
Arakain wurde als Band im Frühjahr 1982 in Prag im Keller eines Pubs von Sänger Aleš Brichta (* 1959), Gitarrist Jiří Urban (* 1959) und dem Schlagzeuger Miroslav Nedvěd (* 1954) gegründet. Der Name Arakain sollte nichts bedeuten. Brichta sang bereits vorher in einer Progressive-Rock-Band aktiv, suchte nun aber etwas härteres. Alle Bandmitglieder besaßen die gleiche Auffassung von Musik und waren beeinflusst durch die wachsende neue Welle vom New Wave of British Heavy Metal, insbesondere durch Iron Maiden, Judas Priest und Saxon. Gerade am Anfang war das kommunistische Regime in der Tschechoslowakei nicht sehr angetan von dieser neuen Form der Musik und so erhielt auch Arakain zeitweise ein Auftrittsverbot. Mitte der 1980er lockerten sich aber die Zensurregeln. Die Band begann allerdings auch härter zu werden. Die Thrash-Metal-Welle zeigte ihre Spuren auch in der Tschechoslowakei und Slayer und Metallica waren die neuen Vorbilder. Miroslav Nedvěd stieg aus. Bis Marek Žežulka 1991 einstieg, wurde der Posten häufig gewechselt. Sämtliche Alben bis 2005 erschienen auf Popron. 1988 erschien die erste Single Gladiator/Excalibur, gefolgt von Proč? und Ku-Klux-Klan, die alle auf dem Supraphon-Unterlabel Amadeus erschienen. Mitte 1989 war ein Festivalauftritt in Prag mit Non Iron, Tublatanka, Lady Pank, Winter’s Reign, Stormwitch, Running Wild, Vitacit und Risk geplant. Da jedoch durch einsetzenden Regen eine zweistündige Pause eingelegt und das Festival um spätestens 22:30 beendet werden musste, wurden die Auftritte der letzten beiden Bands sowie von Arakain gestrichen.
Erst mit dem Zerfall der Tschechoslowakei begann sich die Band zu professionalisieren. Waren vorher nur Singles und Demokassetten erschienen, so kam 1990 das erste Album Thrash the Trash heraus. Anschließend veröffentlichte die Band in jährlicher Folge ein neues Album. 1992 erschien ein Livealbum, das nur bislang unveröffentlichte Lieder beinhaltete, die noch aus ihrer Demozeit stammten, und vor 3.000 Fans mitgeschnitten wurde.  Obwohl die Basis weiterhin Thrash Metal blieb, hatte die Band nun auch langsamere Stücke im Programm. Dem westlichen Musikmarkt eher fremd, versuchte Arakain mit einer Neuauflage des ersten Albums namens Thrash und mit englischen Texten auch auf dem westlichen Markt Fuß zu fassen. Dieses Vorhaben scheiterte jedoch. 1995 erschien das Coveralbum Legendy mit Coverversionen von Led Zeppelin, Deep Purple, Black Sabbath und The Beatles, die alle ins Tschechische übersetzt wurden.
2002 verließ Aleš Brichta nach 20 Jahren die Band und gründete Grizzly. Er wurde zunächst durch Petr Kolář ersetzt. 2005 wurde Jan Toužimský sein Nachfolger. 2005 spielte Arakain in der Sazka Arena in Prag einen Gig, um das neue Album Warning! zu feiern. Neben einigen alten Mitgliedern traten als Gäste auch Doro Pesch und der ehemalige Iron-Maiden-Sänger Blaze Bayley auf. Von 2005 bis 2007 stand die Band beim Majorlabel Sony BMG unter Vertrag, danach wechselten sie zu 2P Production.
2012 feierte die Band ihr 30-jähriges Bestehen mit einer Tour zusammen mit Lucie Bílá. Zwei Auftritte der Tour wurden als DVDs veröffentlicht.

## Musikstil
Nach anfänglichen Versuchen, an den NWoBHM anzuknüpfen ist der musikalische Stil der Band seit Mitte der 1980er im Thrash Metal verwurzelt. Insbesondere die Alben der 1990er Jahre sind sehr schnell gespielt und erinnern an den US-amerikanischen Speed Metal Ende der 1980er Jahre. Neben hartem Thrash Metal sind auf späteren Alben auch immer Balladen zu finden. 2003 erschien sogar eine Kompilation, die sich diesen Liedern widmete. Ab den 2000er Jahren kamen moderne Einflüsse aus dem Groove Metal im Stile Panteras sowie Progressive Metal im Stil der späteren Nevermore und Unleashed Power hinzu. Die Texte der Band sind, bis auf das Album Thrash ausschließlich in Tschechisch verfasst. Roland Silberborn schrieb in Heavy Metal aus Osteuropa, dass die Band auf Thrash the Trash Thrash Metal im Stil von Heathens Breaking the Silence spielt. In einigen Liedern seien zudem Einflüsse von Slayer hörbar. Schizofrenie weiche stilistisch nicht vom Vorgänger ab. Die Vergleiche zu Slayer und Heathen seien allerdings nun nicht mehr möglich. Black Jack setze auf harten Power Metal, der auch auf den beiden Vorgängern gelegentlich zum Einsatz gekommen sei. O History Live biete Heavy-, Power-, Thrash- und Speed-Metal. Das folgende Salto Mortale könne nahtlos an Black Jack anschließen. Auch S.O.S. ordnete er dem Power Metal zu, in dem man jedoch immer noch die Thrash-Metal-Wurzeln erkennen könne. Auch Apage Satanas und Farao böten harten Power Metal, wobei letzteres Album düsterer ausfalle.

## Diskografie

### Studioalben
| Jahr | Titel Musiklabel             | Höchstplatzierung, Gesamtwochen, AuszeichnungChartsChartplatzierungen (Jahr, Titel, Musiklabel, Platzierungen, Wochen, Auszeichnungen, Anmerkungen) | Anmerkungen                            |
| Jahr | Titel Musiklabel             | CZ | Anmerkungen                            |
| ---- | ---------------------------- | --- | -------------------------------------- |
| 1990 | Thrash the Trash Supraphon   | CZ3 (4 Wo.)CZ | Charteinstieg: 2021                    |
| 1991 | Schizofrenie Supraphon       | CZ10 (1 Wo.)CZ | Charteinstieg: 2022                    |
| 1992 | Black Jack Monitor           | — |                                        |
| 1993 | Salto Mortale Popron         | — |                                        |
| 1994 | Thrash Popron                | — |                                        |
| 1995 | Legendy Popron               | — |                                        |
| 1996 | S.O.S. Popron                | — |                                        |
| 1998 | Apage Satanas Popron         | CZ14 (2 Wo.)CZ | Charteinstieg: 2007                    |
| 1999 | Farao Popron                 | — |                                        |
| 2001 | Forrest Gump Popron          | CZ48 (2 Wo.)CZ | Charteinstieg: 2007                    |
| 2002 | Archeology Popron            | — |                                        |
| 2003 | Metalmorfoza Popron          | — |                                        |
| 2005 | Warning! Popron              | — |                                        |
| 2006 | Labyrint Sony BMG            | CZ3 (11 Wo.)CZ |                                        |
| 2009 | Restart 2P Production        | CZ5 (12 Wo.)CZ | Erstveröffentlichung: 20. März 2009    |
| 2011 | Homo Sapiens…? 2P Production | CZ4 (9 Wo.)CZ | Erstveröffentlichung: 1. März 2011     |
| 2014 | Adrenalinum Popron           | CZ8 (15 Wo.)CZ | Erstveröffentlichung: 10. März 2014    |
| 2016 | Arakadabra 2P Production     | CZ3 (17 Wo.)CZ | Erstveröffentlichung: 29. Februar 2016 |

### Livealben
- 1992: O History Live (Monitor)
- 2000: Gambrinus Live! (2CD, Popron)

| Jahr | Titel Musiklabel                   | Höchstplatzierung, Gesamtwochen, AuszeichnungChartsChartplatzierungen (Jahr, Titel, Musiklabel, Platzierungen, Wochen, Auszeichnungen, Anmerkungen) | Anmerkungen                             |
| Jahr | Titel Musiklabel                   | CZ | Anmerkungen                             |
| ---- | ---------------------------------- | --- | --------------------------------------- |
| 2007 | XXV Eden Sony BMG                  | CZ17 (7 Wo.)CZ | Erstveröffentlichung: 12. November 2007 |
| 2011 | Black Jack + History Live          | CZ34 (1 Wo.)CZ | Erstveröffentlichung: 6. Mai 2011       |
| 2024 | 40 - O2 universum (Live) Supraphon | CZ11 (1 Wo.)CZ | Erstveröffentlichung: 12. Juli 2024     |

### Kompilationen
| Jahr | Titel Musiklabel | Höchstplatzierung, Gesamtwochen, AuszeichnungChartsChartplatzierungen (Jahr, Titel, Musiklabel, Platzierungen, Wochen, Auszeichnungen, Anmerkungen) | Anmerkungen                                            |
| Jahr | Titel Musiklabel | CZ | Anmerkungen                                            |
| ---- | ---------------- | --- | ------------------------------------------------------ |
| 2012 | 60 hitů          | CZ87 (1 Wo.)CZ | Erstveröffentlichung: 1. März 2012 Charteinstieg: 2014 |

Weitere Kompilationen
- 1997: 15 Vol. 1 (Popron)
- 1997: 15 Vol. 2 (Popron)
- 2003: Balady (Popron)
- 2012: History + 15 Vol. 1 & 2 + Archeology (Box-Set, Popron)

### Singles und EPs
- 1988: Gladiator/Excalibur (7’’, Panton)
- 1989: Ku-Klux-Klan/Orion (7’’, Supraphon)
- 1989: Proč? (7’’, Supraphon)
- 1991: Schizofrenie (7’’, Supraphon)
- 1992: Zase spíš v noci sama (MCD, Popron)
- 1996: Páteční flám (MCD, Popron)
- 1997: Ztráty a nálezy (MCD, Popron)
- 2002: Prázdnej kout (MCD, Popron)

### Demos
- 1987: Nesmíš to vzdát
- 1988: Vzpomínky

### Kompilationsbeiträge
- 1989: Idź i Zabij auf Metalmania ’89 (MC)

### Videoalben
- 1997: 15 (VHS, Popron)
- 1999: Gambrinus Live (VHS, Popron)
- 2003: 20 let natvrdo (DVD, TTT Ales Brichta)
- 2007: XXV Eden (DVD, Sony BMG)
- 2012: XXX Music City Open Air (DVD, 2P Production)
- 2013: XXX Praha Pva Expo (DVD, 2P Production)